# كاثرين دايموند
كاثرين دايموند (بالإنجليزية: Katherine Diamond)‏ هي مهندسة معمارية أمريكية، ولدت في 9 أبريل 1954.